# NGC 3495
NGC 3495 é uma galáxia espiral (Scd) localizada na direcção da constelação de Leo. Possui uma declinação de +03° 37' 37" e uma ascensão recta de 11 horas, 01 minutos e 15,8 segundos.
A galáxia NGC 3495 foi descoberta em 27 de Janeiro de 1786, por William Herschel.